# Diócesis de Osório
La diócesis de Osório (en latín: Dioecesis Osoriena y en portugués: Diocese de Osório) es una circunscripción eclesiástica latina de la Iglesia católica en Brasil, sufragánea de la arquidiócesis de Porto Alegre. La diócesis tiene al obispo Jaime Pedro Kohl, P.S.D.P. como su ordinario desde el 15 de noviembre de 2006. 

## Territorio y organización
La diócesis tiene 6120 km² y extiende su jurisdicción sobre los fieles católicos de rito latino residentes en 21 municipios del estado de Río Grande del Sur: Osório, Arroio do Sal, Balneário Pinhal, Capão da Canoa, Capivari do Sul, Caraá, Cidreira, Dom Pedro de Alcântara, Imbé, Itati, Mampituba, Maquiné, Morrinhos do Sul, Palmares do Sul, Santo Antônio da Patrulha, Terra de Areia, Torres, Tramandaí, Três Cachoeiras, Três Forquilhas y Xangri-lá.
La sede de la diócesis se encuentra en la ciudad de Osório, en donde se halla la Catedral de Nuestra Señora de la Concepción.
En 2019 en la diócesis existían 22 parroquias agrupadas en 6 áreas pastorales: Santo Antônio, Terra de Areia, Osório, Torres, Três Cachoeiras y Capão da Canoa/Tramandaí.

## Historia
La diócesis fue erigida el 10 de noviembre de 1999 con la bula Apostolicum supremi del papa Juan Pablo II, obteniendo el territorio de la arquidiócesis de Porto Alegre y de la diócesis de Caxias do Sul.

## Estadísticas
De acuerdo al Anuario Pontificio 2020 la diócesis tenía a fines de 2019 un total de 262 000 fieles bautizados.
| Año                                                                             | Población            | Población | Población      | Sacerdotes | Sacerdotes    | Sacerdotes    | Bautizados por sacerdote | Diáconos permanentes | Religiosos | Religiosos | Parroquias |
| Año                                                                             | Bautizados católicos | Total     | % de católicos | Total      | Clero secular | Clero regular | Bautizados por sacerdote | Diáconos permanentes | Varones    | Mujeres    | Parroquias |
| ------------------------------------------------------------------------------- | -------------------- | --------- | -------------- | ---------- | ------------- | ------------- | ------------------------ | -------------------- | ---------- | ---------- | ---------- |
| 1999                                                                            | 189 000              | 236 000   | 80.1           | 27         | 22            | 5             | 7000                     |                      | 6          | 62         | 18         |
| 2000                                                                            | 189 000              | 236 000   | 80.1           | 28         | 22            | 6             | 6750                     |                      | 7          | 62         | 18         |
| 2001                                                                            | 228 095              | 268 344   | 85.0           | 28         | 21            | 7             | 8146                     | 2                    | 8          | 59         | 20         |
| 2002                                                                            | 228 821              | 269 202   | 85.0           | 33         | 24            | 9             | 6933                     | 2                    | 9          | 62         | 21         |
| 2003                                                                            | 229 544              | 270 063   | 85.0           | 35         | 24            | 11            | 6558                     |                      | 11         | 58         | 22         |
| 2004                                                                            | 226 547              | 269 186   | 84.2           | 33         | 24            | 9             | 6865                     |                      | 9          | 59         | 22         |
| 2013                                                                            | 249 000              | 301 000   | 82.7           | 30         | 27            | 3             | 8300                     | 4                    | 3          | 48         | 24         |
| 2016                                                                            | 255 000              | 308 500   | 82.7           | 32         | 26            | 6             | 7968                     | 6                    | 7          | 38         | 22         |
| 2019                                                                            | 262 000              | 310 360   | 84.4           | 31         | 27            | 4             | 8451                     | 7                    | 4          | 35         | 22         |
| Fuente: Catholic-Hierarchy, que a su vez toma los datos del Anuario Pontificio. |                      |           |                |            |               |               |                          |                      |            |            |            |

## Episcopologio
- Thadeu Gomes Canellas (10 de noviembre de 1999-15 de noviembre de 2006 retirado)
- Jaime Pedro Kohl, P.S.D.P., desde el 15 de noviembre de 2006